# Дипиридамол
Дипиридамол (лат. Dipyridamolum) — лекарственное средство, вызывающее вазодилатацию, выпускается под торговыми названиями Курантил, Персантин, Саномил-Сановель. Используется как антиагрегант, который ингибирует агрегацию тромбоцитов; как аденозинергическое средство, влияющее на метаболизм аденозина; как ангиопротектор и корректор микроциркуляции.

## Применение в медицине
Дипиридамол обладает различными фармакологическими действиями, среди которых: антиагрегационные, антиадгезивное, вазодилатирующие и др.
Вазодилатирующие свойства используются для расширения кровеносных сосудов у людей с заболеванием периферических артерий и ишемической болезнью сердца. Доказано, что дипиридамол снижает легочную гипертензию без значительного падения системного артериального давления. Увеличивает перфузию миокарда и функцию левого желудочка у пациентов с ишемической кардиомиопатией. Это приводит к снижению количества рецепторов тромбина и PECAM-1 на тромбоцитах у пациентов с инсультом.
Противовоспалительное действие обусловлено тем, что дипиридамол ингибирует образование провоспалительных цитокинов (MCP-1, MMP-9) in vitro и приводит к снижению hsCRP у пациентов. Также подавляет пролиферацию гладкомышечных клеток in vivo и незначительно увеличивает проходимость синтетических трансплантатов для артериовенозного гемодиализа без посторонней помощи и увеличивает высвобождение тканевого активатора плазминогена из эндотелиальных клеток микрососудов головного мозга. Это приводит к увеличению 13-гидроксиоктадекадиеновой кислоты и уменьшению 12-гидроксиэйкозатетраеновой кислоты в субэндотелиальном матриксе и снижению тромбогенности субэндотелиального матрикса. Предварительная обработка уменьшила реперфузионное повреждение у добровольцев.
Антиагрегационное действие заключается в том, что циклический аденозинмонофосфат ухудшает агрегацию тромбоцитов, а также вызывает расслабление гладких мышц артериол. Хроническая терапия не показала значительного падения системного артериального давления.
Противовирусное действие дипиридамола обусловлено подавлением репликации РНК менговируса. По китайским исследованиям ингибирует протеазу Mpro вируса SARS-CoV-2 (IC50 ~100nM), подавляет его репликацию и улучшает течение COVID-19.
Также дипирадимол используют для стресс-тестирования миокарда в качестве альтернативы методам стресса, вызванным физической нагрузкой, таким как беговые дорожки.

### Инсульт
Комбинация дипиридамола и аспирина (ацетилсалициловая кислота / дипиридамол) одобрена FDA для вторичной профилактики инсульта и имеет риск кровотечения, равный риску кровотечения при использовании одного аспирина. Абсорбция дипиридамола зависит от pH, и сопутствующее лечение препаратами, подавляющими кислотность желудочного сока (такими как ингибитор протонной помпы), будет препятствовать абсорбции жидких и простых таблеток. Препараты с модифицированным высвобождением забуферены, и абсорбция не нарушена.
Однако он не лицензирован в качестве монотерапии для профилактики инсульта, хотя Кокрейновский обзор показал, что дипиридамол может снизить риск дальнейших сосудистых событий у пациентов, поступивших после церебральной ишемии.
Была исследована тройная терапия аспирином, клопидогрелом и дипиридамолом, но эта комбинация привела к увеличению числа побочных эффектов кровотечения.
Расширение сосудов происходит в здоровых артериях, тогда как стенозированные артерии остаются суженными. Это создает феномен «кражи», при котором коронарное кровоснабжение расширенных здоровых сосудов увеличивается по сравнению со стенозированными артериями, что затем может быть обнаружено с помощью клинических симптомов боли в груди, электрокардиограммы и эхокардиографии, когда это вызывает ишемию.
Имеются данные, позволяющие предположить, что введение ингибиторов тромбоцитов, таких как АСК (ASA) или АСК / Дипирамидол (DIP), приведет к улучшению проходимости венозных и протезных трансплантатов по сравнению с отсутствием лечения. Однако пациенты с протезным трансплантатом могут получить больше пользы от введения ASA или ASA / DIP, чем пациенты с венозным трансплантатом, но это требует дальнейшего исследования. Результаты этого обзора следует интерпретировать с осторожностью из-за проблем с единицей анализа, описанных в обзоре, а также из-за того факта, что многие из сравнений были представлены только в одном исследовании, и что дозировки часто различались между исследованиями.
Неоднородность потока (необходимый предшественник ишемии) может быть обнаружена с помощью гамма-камер и ОФЭКТ с использованием агентов ядерной визуализации, таких как таллий-201, Tc99m-тетрофосмин и Tc99m-Sestamibi. Однако относительные различия в перфузии не обязательно означают какое-либо абсолютное уменьшение кровоснабжения ткани, снабжаемой стенозированной артерией.

### Другое использование
Дипиридамол также имеет немедицинское применение в лабораторных условиях, например, для ингибирования роста кардиовирусов в культуре клеток.

## Лекарственные взаимодействия
Из-за своего действия в качестве ингибитора фосфодиэстеразы дипиридамол, вероятно, усиливает действие аденозина. Это происходит за счет блокирования переносчика нуклеозидов, через который аденозин попадает в эритроцитарные и эндотелиальные клетки.
Согласно рекомендациям Ассоциации анестезиологов Великобритании и Ирландии от 2016 года, дипиридамол считается не вызывающим риска кровотечения при нейроаксиальной анестезии и блокаде глубоких нервов. Следовательно, не требуется прекращение приема перед анестезией с помощью этих методов, и его можно продолжать принимать с установленными катетерами для блокады нервов.

## Свойства
Опосредует вазодилатацию коронарных артерий, подавляя обратный захват и, таким образом, обеспечивая накопление аденозина в гладких мышцах сосудов. Конкурентно ингибирует аденозиндезаминазу, способствуя накоплению аденозина, участвующего в регуляции коронарного кровотока, а также способности тромбоцитов к агрегации и адгезии. Блокирует фосфодиэстеразу и увеличивает содержание в клетках цАМФ. Как производное пиримидина, Курантил является индуктором интерферона и оказывает модулирующее действие на функциональную активность системы интерферона.
Внутривенное введение дипиридамола как мощного сосудорасширяющего средства используют при исследованиях пациентов с подозрением на заболевание коронарной артерии методами эхокардиографии, сцинтиграфии таллия и радионуклидной вентрикулографии, качестве альтернативы физическим упражнениям. В случае необходимости, вызванную дипиридамолом вазодилатацию можно достаточно быстро прекратить с помощью аминофиллина (в качестве антидота).
Дипиридамол обладает способностью значительно ингибировать размножение представителей вирусных семейств Picornaviridae, Togaviridae, Orthomyxoviridae, Paramyxoviridae, Herpetoviridae и Poxviridae, а также Chlamydiaceae (агент аборта овец). Это связано с тем что дипиридамол специфически ингибирует синтез вирусной РНК, ингибируя поглощение нуклеозидов. Помимо этого обнаружено, что дипиридамол возможно ингибирует основную протеазу вируса COVID-19. В доклинических исследованиях он защищал мышей от вирусной пневмонии, уменьшая степень гиперкоагуляции, которая возникает из-за инфекции COVID-19, а также стимулируя ответ интерфероном типа I на инфекцию. Поэтому предложено использовать его для лечения больных пневмонией из-за SARS-CoV-2 инфекции. Тем более, что у пациентов, инфицированных SARS-CoV-2 значительно повышены концентрации D-димеров, что свидетельствует о таком нарушении, как ДВС-синдром (синдром внутрисосудистого свертывания). Назначение дипиридамола в качестве антиагреганта оправдано и в связи с тем, что одной из причин полиорганной недостаточности и пневмонии при COVID-19 являются микротромбы, образующиеся из-за изменений свертываемости крови, активации тромбоцитов и дисфункции артерий. Кроме того он, снижая уровень таких провоспалительных цитокинов как IL-6, снижает воспаление

## Передозировка
Передозировку дипиридамола можно лечить с помощью аминофиллина или кофеина, который отменяет его расширяющее действие на кровеносные сосуды. Рекомендуется симптоматическое лечение, возможно, включая вазопрессоры. Следует рассмотреть возможность промывания желудка. Поскольку дипиридамол сильно связывается с белками, диализ вряд ли принесет пользу.

## Механизмы действия
Дипиридамол обладает двумя известными эффектами, действующими через разные механизмы действия:
- Дипиридамол ингибирует ферменты фосфодиэстеразы, которые обычно расщепляют цАМФ (повышая клеточные уровни цАМФ и блокируя агрегацию тромбоцитов, ответ[4] на АДФ) и / или цГМФ.
- Дипиридамол подавляет клеточный обратный захват аденозина тромбоцитами, эритроцитами и эндотелиальными клетками, что приводит к увеличению внеклеточной концентрации аденозина.

## Экспериментальные исследования
Дипиридамол в настоящее время перепрофилируется для лечения заболеваний глазной поверхности. К ним относятся птеригиум и болезнь сухого глаза. Первый отчет о пользе местного применения дипиридамола при лечении птеригиума был опубликован в 2014 году. Последующий отчет о результатах у 25 пациентов, принимавших местный дипиридамол, был представлен в 2016 году.